# Feniseca porsenna
Feniseca porsenna är en fjärilsart som beskrevs av Samuel Hubbard Scudder 1862. Feniseca porsenna ingår i släktet Feniseca och familjen juvelvingar. Inga underarter finns listade i Catalogue of Life.